# Mercitalia
Polo Mercitalia  ist der Teil der FS Italiane, der im Schienengüterverkehr und der Logistik-Branche tätig ist. Zur 2017 gegründeten Gruppe gehören sieben Unternehmen (einschließlich deren Tochterunternehmen), von denen Mercitalia Logistics die Funktion einer Zwischenholding hat.
Die Fahrzeugflotte besteht aus 26.000 Güterwagen und fast 700 Lokomotiven.

## Mercitalia Logistics
Das Unternehmen Mercitalia Logistics S.p.A. leitet Polo Mercitalia und ist  auf integrierte Logistikaktivitäten spezialisiert.

## Mercitalia Rail
Mercitalia Rail S.r.l. (früher: FS Telco S.r.l.) ist das größte italienische Eisenbahnverkehrsunternehmen für Schienengüterverkehr. Mercitalia hat am italienischen Schienengüterverkehr einen Marktanteil von ungefähr 50 % (nach Zugkilometer).
Mercitalia Rail hat einen Fuhrpark von knapp 300 Elektrolokomotiven, 80 Streckendiesellokomotiven und 12.000 Güterwagen.

## TX Logistik
Die TX Logistik AG in Troisdorf ist das drittgrößte deutsche Eisenbahnverkehrsunternehmen für Schienengüterverkehr. TX Logistik und ihre Töchter sind hauptsächlich in Deutschland, Österreich, der Schweiz und Dänemark aktiv.

## Mercitalia Intermodal
Mercitalia Intermodal S.p.A. (früher CEMAT S.p.A.) ist in Italien der größte Anbieter von Kombinierten Verkehr und der drittgrößte in Europa. Hupac hält 34 %.

## Mercitalia Shunting & Terminal
Der Spezialist für die letzte Meile, die Mercitalia Shunting & Terminal S.r.l. (früher Serfer S.r.l.) sitzt in Genua und bietet Rangier- und andere Eisenbahndienstleistungen an. Seit 2018 betreibt das Unternehmen intermodale Terminals in Pomezia, Roma Smistamento, Marcianise und Milano Smistamento und eine Lokwerkstatt in Udine.

## Mercitalia Maintenance
Die Mercitalia Maintenance S.r.l. ist ein Joint Venture mit Lucchini RS. Es hält Güterwagen instand.

## TerAlp
Das Beteiligungsunternehmen Terminal Alptransit S.r.l. ist für die Einrichtung von intermodalen Terminals der neuesten Generation in Mailand und Brescia verantwortlich.